# 계산 기계와 지능
"계산 기계와 지능"은 앨런 튜링이 인공지능이라는 주제로 쓴 선구적인 논문이다. 1950년 《마인드》(Mind)에 발표된 이 논문은 현재 튜링 테스트로 알려진 개념을 대중에게 처음으로 소개한 논문이었다.
튜링의 논문은 "기계는 생각할 수 있는가?"라는 질문을 고찰한다. 튜링은 "생각하다"와 "기계"라는 단어를 명확하게 정의할 수 없기 때문에 "이 질문을 그것과 밀접하게 관련되어 있고 비교적 모호하지 않은 단어로 표현된 다른 질문으로 대체해야 한다"고 말한다. 이를 위해 그는 먼저 "생각하다"라는 단어를 대체할 간단하고 모호하지 않은 아이디어를 찾아야 하고, 둘째, 그가 고려하고 있는 "기계"가 정확히 무엇인지 설명해야 하며, 마지막으로 이러한 도구를 사용하여 첫 번째 질문과 관련되어 긍정적으로 답할 수 있다고 믿는 새로운 질문을 공식화해야 한다.

## 튜링 테스트
튜링은 기계가 사고하는지 판단하는 것보다는, 기계가 "이미테이션 게임"이라 불리는 게임에서 이길 수 있는지를 묻는 것이 좋다고 제안했다. 튜링이 설명한 원래의 이미테이션 게임은 3명의 플레이어가 참여하는 간단한 파티 게임이었다. 플레이어 A는 남자이고, 플레이어 B는 여자이며, 플레이어 C(심문자 역할을 맡음)는 두 성별 모두 가능하다. 모방 게임에서 플레이어 C는 플레이어 A와 플레이어 B를 볼 수 없고(X와 Y로만 알고 있음) 성별에 대한 세부 정보를 알려주지 않는 서면 메모나 다른 형식을 통해서만 그들과 소통할 수 있다. 플레이어 A와 플레이어 B에게 질문을 함으로써, 플레이어 C는 둘 중 누가 남자이고 누가 여자인지 알아내려고 한다. 플레이어 A의 역할은 심문자가 잘못된 결정을 내리도록 속이는 것이고, 플레이어 B는 심문자가 올바른 결정을 내리도록 돕는 것이다.
게임은 격리된 방에 세 명의 참가자가 참여하는 게임이 된다. 즉, 컴퓨터(테스트 중), 인간, (인간) 심판관이다. 인간 판사는 터미널에 입력하여 인간과 컴퓨터 모두와 대화할 수 있다. 컴퓨터와 인간 모두 판사에게 자신이 인간임을 납득시키려고 노력한다. 판사가 어느 것이 어느 것인지 일관되게 판단할 수 없는 경우 컴퓨터가 게임에서 승리한다.
질문은 "기계가 우리(사고하는 실체)가 할 수 있는 일을 할 수 있을까?"가 되었다. 즉, 튜링은 더 이상 기계가 "생각"할 수 있는지 여부를 묻지 않는다. 그는 기계가 생각하는 사람의 행동 방식과 구별할 수 없게 행동할 수 있는지 여부를 묻고 있다. 이 질문은 "생각하다"라는 동사를 미리 정의하는 어려운 철학적 문제를 피하고, 대신 생각할 수 있는 능력이 가능하게 하는 수행 능력과 인과 체계가 어떻게 그러한 능력을 생성할 수 있는지에 초점을 맞춘다.
튜링이 자신의 테스트를 도입한 이래로 이 테스트는 큰 영향력을 행사하면서도 널리 비판을 받았으며 인공 지능 철학에서 중요한 개념이 되었다. 존 설의 중국어 방 같은 일부 비판은 그 자체로 논란의 여지가 있다. 일부 사람들은 튜링의 질문이 "텔레프린터를 통해 통신하는 컴퓨터가 사람을 속여 자신이 인간이라고 믿게 할 수 있을까?"라는 것이었다고 생각했다.

## 디지털 기계
튜링은 또한 우리가 어떤 "기계"를 고려할 것인지를 결정해야 한다고 말한다. 그는 인간 복제가 인공적이기는 하지만 그다지 흥미로운 사례가 되지 못할 것이라고 지적한다. 튜링은 우리가 디지털 기계의 능력, 즉 1과 0의 이진수를 조작하고 간단한 규칙을 사용하여 이를 메모리에 다시 쓰는 기계의 능력에 초점을 맞춰야 한다고 제안했다. 그는 두 가지 이유를 들었다.
첫째, 그것이 존재할 수 있는지 없는지에 대해 추측할 이유가 없다. 그들은 이미 1950년에 그렇게 했다.
둘째, 디지털 기계는 '보편적'이다. 튜링은 계산의 기초에 대한 연구를 통해 충분한 메모리와 시간만 주어진다면 디지털 컴퓨터가 다른 모든 디지털 기계의 동작을 시뮬레이션할 수 있다는 것을 증명했다. (이것은 처치-튜링 논제로 인한 통찰이다.) 따라서 모든 디지털 머신이 "생각하는 것처럼 행동"할 수 있다면, 충분히 강력한 모든 디지털 머신이 그렇게 할 수 있다. 튜링은 "모든 디지털 컴퓨터는 어떤 의미에서 동등하다"고 썼다.
이를 통해 원래 질문을 훨씬 더 구체적으로 표현할 수 있다. 튜링은 이제 원래 질문을 "특정 디지털 컴퓨터 C에 주의를 집중해 보자. 이 컴퓨터를 수정하여 적절한 저장 장치를 갖추고, 동작 속도를 적절히 높이고, 적절한 프로그램을 제공하면 C가 모방 게임에서 A의 역할을 만족스럽게 수행하고 B의 역할은 사람이 맡을 수 있을까?"로 다시 말한다
따라서 튜링은 "모든 디지털 컴퓨터가 게임에서 잘 수행할 것인지 또는 현재 사용 가능한 컴퓨터가 잘 수행할 것인지가 아니라, 잘 수행할 수 있는 상상할 수 있는 컴퓨터가 있는지 여부"에 초점을 맞춘다고 말한다. 더 중요한 것은 우리가 기계를 만들 수 있는 자원이 있는지 없는지에 관계없이, 오늘날 우리 기계의 상태에서 가능한 발전을 고려하는 것이다.

## 학습 기계
논문의 마지막 부분에서 튜링은 모방 게임을 성공적으로 할 수 있는 학습 기계에 대한 자신의 생각을 자세히 설명한다.
여기서 튜링은 기계는 우리가 하라고 한 일만 할 수 있다는 반대 의견으로 돌아가며, 이를 사람이 기계에 아이디어를 "주입"하면 기계가 반응한 다음 정지 상태에 빠지는 상황에 비유한다. 그는 임계 크기보다 작은 원자 더미에 대한 비유로 이러한 생각을 확장한다. 원자 더미는 기계로 간주되어야 하며, 주입된 아이디어는 더미 외부에서 더미로 들어오는 중성자에 해당한다. 중성자는 결국 사라지는 특정한 교란을 일으킨다. 튜링은 이 비유를 확장하여, 만약 더미가 충분히 크다면, 더미에 중성자가 들어오면 교란이 계속 커져서 더미 전체가 파괴되고, 더미는 초임계 상태가 될 것이라고 말한다. 튜링은 초임계 파일의 비유가 인간의 정신, 그리고 기계에까지 확장될 수 있는지에 대한 질문을 던진다. 그는 이러한 비유가 인간의 마음에도 실제로 적합하다고 결론짓다. "인간의 마음에도 그런 비유가 있는 듯하다. 대부분의 생각은 '미임계'인 것 같다. 즉, 이 비유에서 미임계 크기의 더미에 해당한다. 그러한 마음에 제시된 아이디어는 평균적으로 하나 미만의 아이디어를 낳을 것이다. 극히 일부만이 초임계이다. 그러한 마음에 제시된 아이디어는 2차, 3차, 그리고 더 먼 아이디어들로 구성된 하나의 완전한 '이론'을 낳을 수 있다." 그는 마지막으로 기계를 초임계 상태로 만들 수 있을지 묻는다.
튜링은 기계가 수많은 지적인 작업에서 인간과 경쟁하게 될 때에 대한 추측으로 결론을 내리고, 그러한 시작을 이루기 위해 사용될 수 있는 작업을 제안한다. 튜링은 체스를 두는 것과 같은 추상적인 작업이 또 다른 방법을 시작하기에 좋은 곳이 될 수 있다고 제안한다. 그는 이를 "..기계에 돈으로 살 수 있는 최고의 감각 기관을 제공하고, 그런 다음 영어를 이해하고 말하도록 가르치는 것이 가장 좋다"라고 말한다.
그 뒤를 이은 인공지능 개발을 살펴보면 학습 머신이 IBM이 개발한 체스 컴퓨터인 딥 블루의 경우처럼 튜링이 제안한 추상적 경로를 택했다는 사실이 드러난다. 또한 대부분의 아마추어를 능가할 수 있는 수많은 컴퓨터 체스 게임도 마찬가지이다.